# 索伦杆
索伦杆（穆麟德轉寫：solon），又名索摩杆（穆麟德轉寫：somo），汉语意为“神杆”，为满族人祭天所用。木杆下端镶在汉白玉夹杆石中，上端有一个碗状的锡斗（貧者用木斗）。索伦杆立于家中院内东北角的一个石墩的孔中。祭天时，供物摆上，锡斗裡放上碎米和切碎的猪内脏，其斗稱神杆斗（穆麟德轉寫：hiyase）供神鸦、喜鹊享用。

## 起源传说
传说满洲始祖布库里雍顺的后人恶待部民、施以苛政，部民因此叛变。爱新觉罗家族几乎被害殆尽，只有一个名叫凡察的男孩逃脱了出来。叛众追杀凡察，眼看就追上了，凡察情急之下便藏在一棵枯树之下。这时，从远处飞来一大群乌鸦。追兵赶到只看到一片黑压压的乌鸦，并没有发现他，凡察因此死里逃生。多亏乌鸦的救命之恩，爱新觉罗家族才得以繁衍生息。

## 祭祀活动
爱新觉罗后世子孙为了纪念乌鸦的救命之恩在屋前竖杆祭祀。此举成为皇家和满族人家重要的祭礼活动。后金以及后继的清廷每逢春节和重大节日皇帝都会亲率皇室成员及王公大臣谒堂子祭神、立杆祭天。清朝定都北京以后在长安左门之东建堂子、在坤宁宫设神堂，立神杆。清宁宫祭神的同时，在宫外还要祭天。杀猪后将猪下水等切碎拌以碎米，放在院中索伦杆上的锡斗内，以饲“神鸦”。
这一满族特有的习俗在北京和东北一直延续至二十世纪五十年代才被逐渐废止。
|                    |                  |                            |
| 盛京故宫里的索伦杆 | 清宁宫前的索伦杆 | 乌兰巴托卓玛林寺前的索伦杆 |